# 리드 오프
야구에서 리드 오프(영어: lead off, lead-off)는 두 가지의 뚜렷한 의미를 갖는다.

## 출루했을 때
야구에서 '리드 오프' 또는 '리드'를 가져간다는 것의 의미는 주자가 베이스로부터의 짧은 거리를 가져간다는 의미이다. '리드'는 또한 그 거리를 의미한다. 일반적인 리드는 베이스로부터 6피트에서 10피트(약 2미터에서 3미터까지)이다. 리드가 너무 길 경우에는 주자는 견제사를 당한다. 리드가 너무 짧을 경우에는, 도루 시도를 하든지 타구에 관련되어서든 주자는 다음 루로 도달하는 데에 불리한 점이 있다.

## 테이블 세터

### 1번 타자
높은 출루율과 주력, 선구안, 도루 능력으로 스코어링 포지션에 갈 수 있는 타자들이다.

### 2번 타자
높은 출루율과 주력, 컨택 능력이 있으며, 뛰어난 작전 수행 능력으로 1번 타자를 진루시킬 수 있는 타자들이다. 세이버메트릭스 이론에 따라 3번을 칠 수 있는 타자를 2번으로 기용하는 경우도 있다.

## 같이 보기
클린업 트리오